# Grafschaft Arles
Die Grafschaft Arles war vom 9. bis zum 11. Jahrhundert eine Herrschaft in der Umgebung von Arles, zu der jedoch die Stadt Arles, die seit dem Jahr 921 unter der Herrschaft des örtlichen Erzbischofs stand, nicht gehörte.
Der bekannteste Graf von Arles war Boso der Alte, der Stammvater der Bosoniden, dessen Urenkel Hugo König von Italien wurde. Im 10. Jahrhundert kam die Grafschaft an die Grafen von Provence, die die Grafschaft Arles mehrfach zur Versorgung jüngerer Söhne einsetzten. Als diese Praxis endete, ging die Grafschaft Arles in der Grafschaft Provence auf.

## Liste der Grafen von Arles
- Boso der Alte († vor 855) Graf von Arles, Graf in Italien (Bosoniden)
- Theotbald († zwischen Juni 887 und etwa 895) Graf von Arles, Enkel Bosos
- Boso († nach 936) 911–931 Graf von Avignon und Vaison, 926–931 Graf von Arles, 931–936 Markgraf von Tuscien, Sohn Theotbalds
- Teutberga von Arles, Schwester Bosos ⚭ Warnarius Graf von Troyes, Vizegraf von Sens († 924)
- Teutberga von Troyes († nach 960), Tochter der Teutberga von Arles ⚭ Karl Konstantin, Graf von Vienne (Buviniden)
- Konstanze von Vienne, Tochter der Teutberga von Troyes ⚭
- Boso II. († 965/967) 935 Graf von Avignon, 949 Graf von Arles
- Wilhelm I. († wohl 978) 968 Graf von Arles, Bruder von Boso II.
- Wilhelm II. († 993) 970 Graf von Arles und Provence, Sohn von Boso II.; ⚭ 984/um 986 Adelheid von Anjou, Tochter des Grafen Fulko II., Witwe des Grafen Stephan (Étienne) von Gévaudan, geschieden von König Ludwig V.
- Gottfried I. († wohl 1061/1062) 1032 Graf von Arles, um 1057/60 Markgraf von Provence, Enkel Wilhelms II.
  - Geofroi, 1050 Vizegraf von Marseille und Arles, 1014–19/1981 bezeugt
- Gerberga († 1112/1118) 1093/1112 Gräfin von Arles ⚭ 1058
- Gilbert, Graf von Gévaudan († 1110/1112) Vizegraf von Carlat, Graf von Arles